# Chavannes-sur-Suran
Chavannes-sur-Suran är en kommun i departementet Ain i regionen Auvergne-Rhône-Alpes i östra Frankrike. Kommunen ligger  i kantonen Treffort-Cuisiat som ligger i arrondissementet Bourg-en-Bresse. Kommunens areal är 21,5 km². År 2018 hade Chavannes-sur-Suran 673 invånare.

## Befolkningsutveckling
Antalet invånare i kommunen Chavannes-sur-Suran
Referens: INSEE